# Награда „Небюла“ за най-добър сценарий
Награда „Небюла“ за най-добър сценарий (на английски: Nebula Award for Best Script) е една от категориите, в които се връчва награда „Небюла“. В тази категория се номинират сценарии на филми, телевизианни сериали, радио шоута или пиеси. Наградата се обявява за изминалата година. От 1974 до 1977 г. се е връчвала Награда „Небюла“ за най-добро сценично представяне. За 1977 г. е връчена специална награда за Междузвездни войни. От 1999 г. наградата се връчва в настоящата си форма.

## Победители

##### 1973
Soylent Green – Stanley R. Greenberg, по романа на Хари Харисън; IMDb

##### 1974
„Поспаланко“ (на английски: Sleeper) – Уди Алън; IMDb

##### 1975
„Младият Франкенщайн“ (на английски: Young Frankenstein) – Мел Брукс и Джийн Уайлдър, по романа на Мери Шели; IMDb

##### 1976
няма

##### 1999
„Шесто чувство“ (на английски: The Sixth Sense) – М. Найт Шаямалан; IMDb

##### 2000
„Галактическа мисия“ (на английски: Galaxy Quest) – Дейвид Хауърд и Робърт Гордън; IMDb

##### 2001
„Тигър и Дракон“ (на английски: Crouching Tiger, Hidden Dragon) – James Schamus, Kuo Jung Tsai и Hui-Ling Wang, по книгата на Du Lu Wang; IMDb

##### 2002
„Властелинът на пръстените: Задругата на пръстена“ (на английски: The Lord of the Rings: The Fellowship of the Ring) – Fran Walsh, Philippa Boyens и Питър Джаксън; по романа Властелинът на пръстените на Дж. Р. Р. Толкин; IMDb

##### 2003
„Властелинът на пръстените: Двете кули“ (на английски: The Lord of the Rings: The Two Towers) – Fran Walsh, Philippa Boyens, Stephen Sinclair и Питър Джаксън; по романа Властелинът на пръстените на Дж. Р. Р. Толкин; IMDb

##### 2004
„Властелинът на пръстените: Завръщането на краля“ (на английски: The Lord of the Rings: The Return of the King) – Fran Walsh, Philippa Boyens и Питър Джаксън; по романа Властелинът на пръстените на Дж. Р. Р. Толкин; IMDb

##### 2005
„Мисия Серенити“ (на английски: Serenity) – Джос Уидън; IMDb

##### 2006
„Подвижният замък на Хоул“ (на японски: ハウルの動く城) – Хаяо Миядзаки, Cindy Davis Hewitt и Donald H. Hewitt; IMDb

##### 2007
„Лабиринтът на фавна“ (на испански: El laberinto del fauno; на английски: Pan's Labyrinth) – Гилермо дел Торо; IMDb

##### 2008
„УОЛ-И“ (на английски: WALL·E) – Андрю Стантън, Jim Reardon и Pete Docter; IMDb